# 德己立
陸軍少將喬治·查爾斯·德己立爵士，KCB，（英語：Sir George Charles D'Aguilar，又譯德忌笠；1784年1月—1855年5月21日），英國陸軍少將，曾任駐港英軍總司令和香港第一任副總督。

## 任命香港副總督
時任駐港英軍總司令，德己立爵士乘卡斯托號巡防艦於1843年12月27日抵達香港。1844年1月11日獲指派為香港副總督。現位於香港公園內的茶具文物館（旗桿屋）原是三軍司令官邸，1846年建成時德己立爵士作為首位入住的官員。

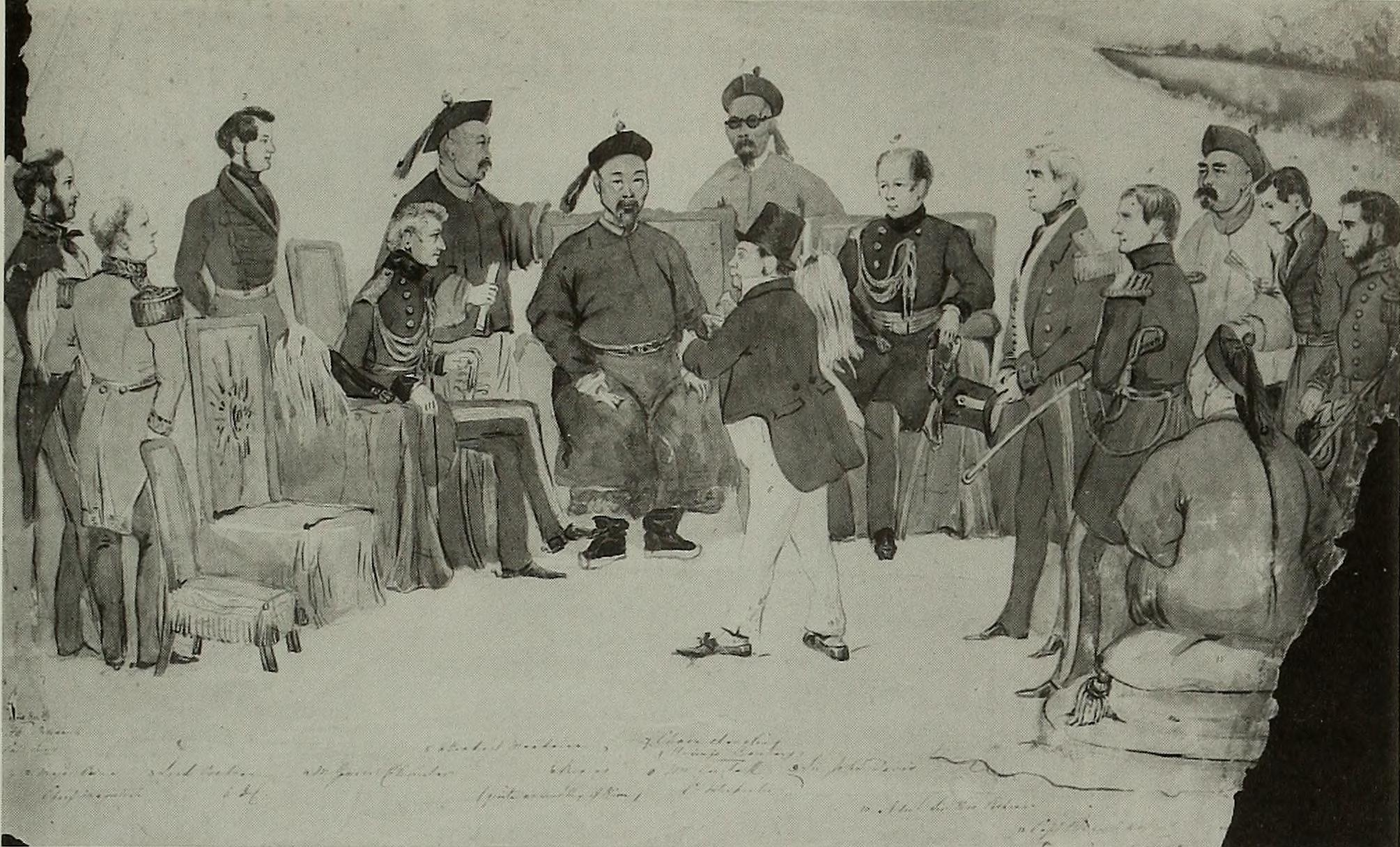
1845年英方會清廷的耆英，左四為德己立

## 有關地方命名
- 香港
  - 德己立街（D'Aguilar Street）
  - 鶴咀（Cape D'Aguilar）
- 澳洲
  - 昆士蘭鄉鎮德己立（D'Aguilar, Queensland）[3]

## 外部連結
维基共享资源上的相關多媒體資源：德己立